# St. Laurentius (Abbehausen)

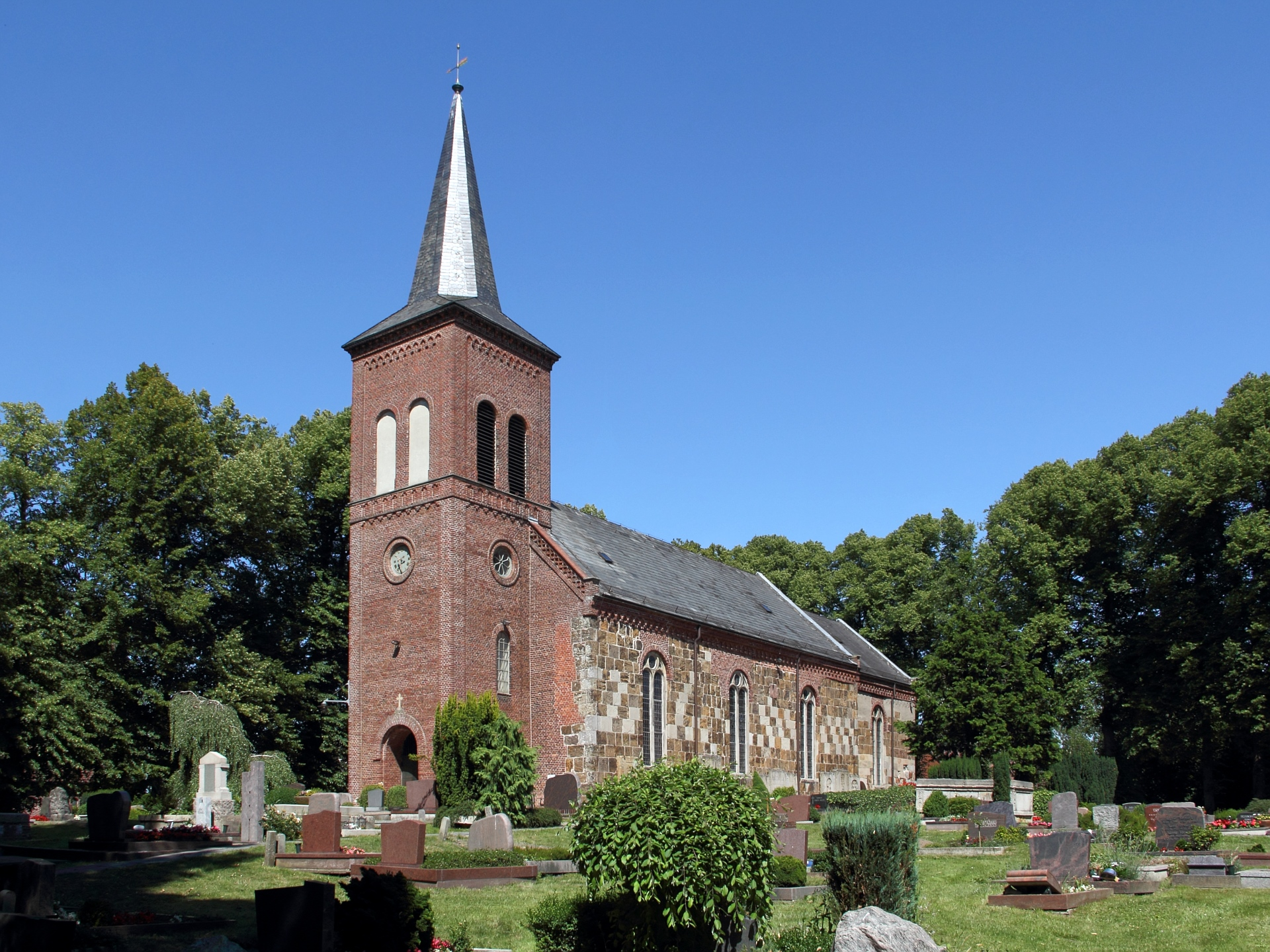
St. Laurentius in Abbehausen

Die ev.-luth. Kirche St. Laurentius im niedersächsischen Nordenham-Abbehausen, St.-Laurentius-Str. 2a, im Landkreis Wesermarsch stammt aus dem  19. Jahrhundert. Sie wurde auf den Grundmauern einer Kirche aus dem 13. Jahrhundert errichtet.
Das Gebäude auf der Kirchwurt steht unter Denkmalschutz (siehe auch Liste der Baudenkmale in Nordenham).

## Beschreibung
Ein romanischer Vorgängerbau stammte aus der zweiten Hälfte des 13. Jahrhunderts. Die neuromanische Saalkirche wurde zwischen 1858 und 1862 auf deren Grundmauern errichtet. Sie besteht aus dem Kirchenschiff und dem eingezogenen, rechteckigen Chor mit geradem Abschluss und der Rosette; beide Bauteile mit Satteldach, zehn rundbogigen Fenstern, teils mit Maßwerk, und dem umlaufenden Traufgesims. Alte Außenmauern aus Sandsteinquadern blieben z. T. bis zur Traufhöhe erhalten.
Der vorgestellte viergeschossige quadratische westliche Kirchturm mit einem Traufgesims und einem Gesims in Höhe des Firstes des Kirchenschiffs sowie rundbogigen Öffnungen und drei runden Fenstern erhielt als Neubau einen achteckigen spitzen Turmhelm.
Die Kirche wurde benannt nach Laurentius von Rom († 258 in Rom), einem römischen Diakon zur Zeit des Papstes Sixtus II. Er starb als Märtyrer.

### Innen

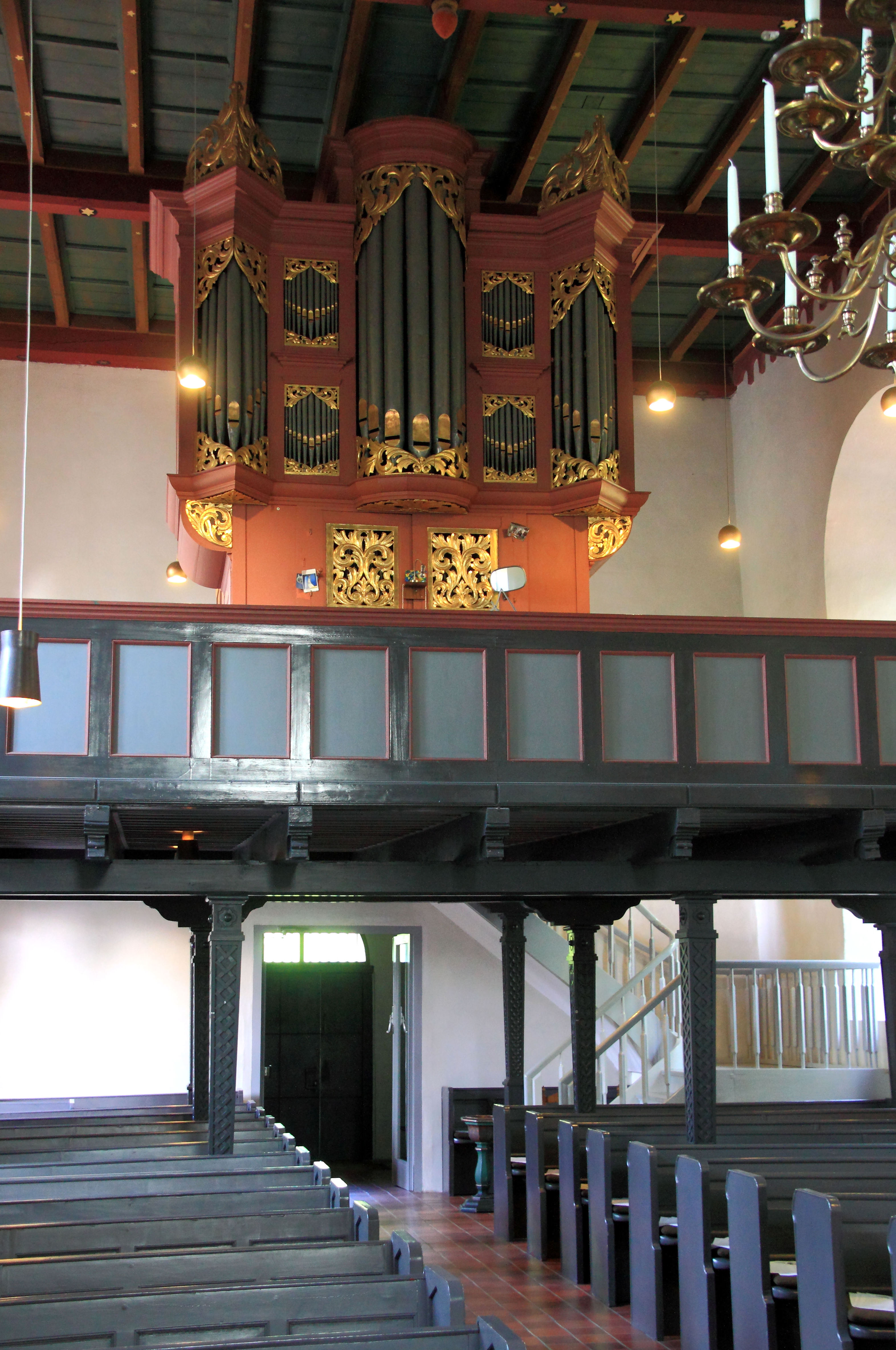
Empore und Orgel

Die Saalkirche mit einer flachen Holzdecke erhielt eine westliche Empore für die Orgel.
Zur Ausstattung gehören:
Altar
Das Altarretabel von 1951 in Form eines mittelalterlichen Flügelaltars mit der Darstellung der Heilsgeschichte nach Plänen des Malers Erich Klahn (Celle) besteht aus dem Korpus mit den gemalten Innentafeln von Klahn und den geschnitzten Flügeln mit ihren plastischen Darstellungen. Der Holzaltar wurde in den Werkstätten des Lübecker Bildhauers Heinrich Dose gefertigt. Der Altar wurde vom Oldenburger Bischof Wilhelm Stählin übergeben als Schenkung im Gedenken des letzten Ministerpräsidenten des Freistaates Oldenburg, Theodor Tantzen, der in der Abbehauser Kirchengemeinde beheimatet war.
Spätnazarenisches Altarblatt mit der Ölbergszene, 1863 von A. tom Dieck, Oldenburg.
Taufstein
Der Taufstein mit im oberen Teil Darstellung der Tugenden und an der Bodenplatte romanischem Rankenfries, um 1628 von Ludwig Münstermann signiert. Der Bildhauer verwendete die Cuppa eines vermutlich am Ort vorhandenen romanischen Taufsteins als Sockel und drehte das Taufbecken um. Münstermann hatte das bereits 1616 in Eckwarden so hergestellt. Ihm wird auch das Epitaph für den Vogt Rönnies Meiners und seine Frau Tide von 1627 zugeschrieben.
Grabplatten
Die Grabplatte des Vogts Tonnes Meiners († 1627), unter Blendbogen-Relief der Kreuzigung mit betender Familie, wahrscheinlich aus der Münstermann-Werkstatt. Abgetretene Grabplatten und Stelen des 16. bis 18. Jhs.
Glocke
Die alte Marienglocke von 1471 von Ghert Klinghe war 1670 gesprungen. Der Guss einer neuen Glocke missglückte dem Stückgießer Peter Vielters aus Bremen dreimal. Beim ersten Versuch reichte das vorhandene Metall nicht aus. Es wurden in der Gemeinde fast 1000 Pfund Metall aus „Kessel, Pott und Zinnen Gut“ gesammelt. Beim zweiten Versuch durchbrach die Schmelzmasse die Form. Die beim dritten Versuch erstandene Glocke hatte einem Klang, der „erbärmlich“ war. Der sich anschließende Prozess der Kirchengemeinde gegen Vielters dauerte 22 Jahre. Danach misslang zweimal dem Rotgießer Ditmar Ramien aus Oldenburg der Guss einer Glocke. Erst der Glockengießer Otto Struwe (auch Strufe) aus Hamburg lieferte 1695 die noch heute erklingende Marienglocke.
Orgel
Arp Schnitger baute 1713 die Barockorgel. In den Chroniken ist überliefert, dass er daran nicht verdient hat, sondern aus Verbundenheit mit der Gemeinde die Orgel baute. Schnittger heiratete im selben Jahr in zweiter Ehe die Witwe des Küsters.
Darüber hinaus gibt es Messingkronleuchter von 1714 und drei Altarleuchter aus Messing von 1662.

### Kirchengemeinde
Die ev.-luth. Kirchengemeinde gehört zum Kirchenkreis Wesermarsch.
Sie unterhält den die Kirche umgebenden Friedhof auf der Kirchwurt.
Bedeutend ist das Grabmal der Familie Tantzen. Eine Tafel von 2002 erinnert an Theodor Tantzen (1877–1947) als ersten (1919–1923) und auch letzten (1945/46) Ministerpräsidenten des Freistaates Oldenburg.